# Welch (Nyugat-Virginia)
Welch város az USA Nyugat-Virginia államában, McDowell megyében, melynek megyeszékhelye. Lakosainak száma 3590 fő (2020. április 1.).

## Népesség
A település népességének változása:

| 2010 | 2 406 |
| 2020 | 3 590 |